# Julissa Reynoso
Julissa Reynoso Pantaleón, née le 2 janvier 1975 à Salcedo (République dominicaine), est une avocate et diplomate dominico-américaine. 
Elle commence sa carrière en tant que sous-secrétaire adjointe au Bureau des affaires de l'hémisphère occidental du département d'État des États-Unis. En 2012, Reynoso devient la plus jeune ambassadrice des États-Unis lorsqu'elle prend ses fonctions en Uruguay dans l'équipe d'Hillary Clinton. En janvier 2021, elle est nommée chef de cabinet de la Première dame des États-Unis, Jill Biden et coprésidente du conseil politique du genre de la Maison-Blanche. Le 18 décembre 2021, Reynoso est officiellement nommée par le Sénat des États-Unis ambassadrice des États-Unis en Espagne et en Andorre. 

## Biographie

### Jeunesse et études
Reynoso naît à Salcedo, en République dominicaine, au sein d'une famille comptant un grand nombre de femmes qui la marquent : « Ma grand-mère, ma mère, mes tantes... Des personnes qui ne figurent pas dans les archives nationales du pays, mais qui ont marqué mon parcours de manière transcendante ». 
Elle vit pendant quatre ans sans sa mère, réfugiée clandestine à New York, ville où elle-même arrive à l'âge de sept ans, en 1982. Elle passe le reste de sa jeunesse dans le Sud du Bronx où elle suit les cours de collèges catholiques. Elle est diplômée de l'Aquinas High School, finissant major de promotion et reçoit une bourse pour étudier le droit à l'université Harvard. Après avoir obtenu un Bachelor of Arts en gouvernement à l'université Harvard en 1997, elle passe une maîtrise de philosophie à l'Emmanuel College de l'université de Cambridge (Angleterre) en 1998 avant de s'inscrire à la faculté de droit de l'université Columbia, où elle obtient le diplôme de Juris Doctor en 2001. 

### Débuts professionnels
Reynoso travaille un temps pour le cabinet d'avocats Simpson Thacher & Bartlett LLP de New York, mais s'engage peu après avoir obtenu son diplôme aux côtés de la juge Laura Taylor Swain.
En 2008, elle participe activement à la campagne d'Hillary Clinton pour les primaires démocrates avant de rejoindre la campagne du vainqueur Barack Obama. Avant d'être nommée dans l'administration Obama, elle exerce au barreau dans l'étude juridique internationale pour le cabinet d'avocats Simpson Thacher & Bartlett LLP à New York et habite dans le quartier Washington Heights de Manhattan. Elle est aussi spécialiste légale à l'Institut d'intégrité des politiques de la faculté de droit de l'université de New York, ainsi que de la faculté de droit de l'université Columbia.
En 2006, Reynoso devient directrice adjointe du Bureau de responsabilité du ministère de l’Éducation de la ville de New York. Elle réalise de nombreuses publications en anglais et espagnol sur plusieurs thèmes, tels que la rénovation des habitations, l'organisation communautaire, la réforme du logement, les politiques d'immigration et la politique latino-américaine, à la fois pour la presse grand public et les revues scientifiques.

### Administration Obama
Le 16 novembre 2009, elle rejoint l'équipe de la secrétaire d'État Hillary Clinton en tant que sous-secrétaire d'État adjointe au Bureau des affaires de l'hémisphère occidental, en se spécialisant dans les politiques de sécurité pour l'Amérique centrale et les Caraïbes.
En octobre 2011, le président Barack Obama annonce son intention de nommer Reynoso ambassadrice des États-Unis en Uruguay. Le 30 mars 2012, le Sénat des États-Unis confirme sa nomination, ce qui en fait l'ambassadrice la plus jeune des États-Unis,. En tant qu'ambassadrice, elle se concentre sur le thème du commerce, et particulièrement le commerce agricole, ainsi que dans les domaines de la science, la technologie et la coopération éducative. José Mujica, président de l'Uruguay, la remercie en 2014, « pour tout ce qu'elle a fait pour l'Uruguay »[réf. nécessaire].

### Administration Biden
En novembre 2020, elle est nommée chef de cabinet du bureau de la première dame des États-Unis, Jill Biden, poste qu'elle occupe jusqu'en janvier 2021. Elle prend aussi la coprésidence du conseil de politiques de genre de la Maison-Blanche et traite des sujets d'immigration.
Le 27 juillet 2021, le président Joe Biden annonce la nomination de Reynoso comme ambassadrice des États-Unis en Espagne et en Andorre. Le 19 décembre suivant, le Sénat ratifie sa nomination. Elle présente ses lettres de créance au roi Philippe VI le 2 février 2022. Elle remet sa démission le 12 juillet 2024 et rejoint ensuite le cabinet d'avocat Winston & Strawn (en).

## Positions
Reynoso est engagée dans les questions d'immigration pendant toute sa carrière politique. En mars 2021, elle fait partie de la délégation de l'administration Biden qui visite une zone frontalière de l'État du Texas et un centre de rétention pour mineurs immigré.
Elle lutte pour l'égalité dans trois domaines : la sécurité économique des femmes, la lutte contre la violence faite aux femmes et la défense de la santé, des droits sexuels et reproductifs,.

## Prix et reconnaissances
- Mandat du Quetzal, Guatemala (2012)[12]
- Young Global Leader par le Forum Économique Mondial (2014)[13]
- Grand Cruz d'Argent du Mandat José Cecilio de la Vallée en Honduras (2014)[14]
- Reynoso a été reconnue dans la « Liste de plaidées leaders[Quoi ?] à New York » de Crain Communications à New York de 2017[15].
- Elle et son collègue Nicole Silver ont été reconnues dans le classement 2017 de Latinvex des « 100 meilleures avocates d'Amérique latine »[16].
- En 2017, Winston & Strawn est classée aussi bien qu'une signature internationale par sa pratique en Amérique latine, de laquelle Reynoso est membre, dans la catégorie d'arbitrage international[17].